# Gročana
Gročana (italijansko Grozzana) je vas 13 km od Trsta v občini Dolina v Tržaški pokrajini blizu meje s Slovenijo. Leži v dolini med vzhodnim pobočjem hriba Kokoš (Cocusso) in zahodnim pobočjem Golega na 228 metrih nadmorske višine in zahodni pobočjem hriba Goli. Je najvišje ležeči kraj v tržaški pokrajini s hišo na najvišji točki na 510 m nadmorske višine (45°38′09″N 13°54′39″E / 45.635832°N 13.910820°E).
Vsako leto poteka tradicionalni Septembrski vaški praznik, ki ga organizira Slovensko kulturno društvo Krasno polje, v okviru katerega potekajo degustacije sirov, medu in drugih tipičnih izdelkov. 
V preteklih stoletjih je bila glavna dejavnost poljedelstvo in živinoreja. Danes se, čeprav v manjšem obsegu kot nekoč, še vedno pridelujejo nekatera živila, med drugim med, zelenjava in dišavnice.
S Pariško mirovno pogodbo leta 1947 je del zaselka Gročana pripadel Jugoslaviji in se priključil občini Hrpelje - Kozina.
Večina prebivalcev pripada slovenski narodnosti.